# 河野昭 (内閣府職員)
河野 昭（こうの あきら、1941年〈昭和16年〉3月17日 - 2009年〈平成21年〉9月27日）は、日本の元行政管理（総務）・内閣府官僚。初代内閣府事務次官。

## 来歴
1941年3月17日生まれ。1965年、東京大学文学部卒業。1966年、行政管理庁に入庁。1990年、総務庁行政管理局企画課長。1991年、総務庁長官官房総務課長。1992年4月、総務庁長官官房審議官（行政監察局担当）。1993年6月、関東管区行政監察局長。1994年7月、総務庁長官官房審議官（行政管理局担当）。1995年、総務庁長官官房長。1997年、総務庁行政管理局長。1998年、中央省庁等改革推進本部事務局長。同年、内閣審議官。2001年1月、内閣府事務次官。2009年9月27日、癌で死去。